# Mucronalia
Mucronalia is een geslacht van weekdieren uit de klasse van de Gastropoda (slakken).

## Soorten
- Mucronalia bicincta A. Adams, 1860
- Mucronalia bizonula Melvill, 1906
- Mucronalia bulimuloides Dall, 1927
- Mucronalia epibathra Melvill, 1906
- Mucronalia exilis A. Adams, 1862
- Mucronalia exquisita G. B. Sowerby III, 1915
- Mucronalia involuta Carpenter, 1865
- Mucronalia lepida Melvill, 1906
- Mucronalia mammillata Dall, 1927
- Mucronalia ophiuraphila Habe, 1974
- Mucronalia oxytenes Melvill, 1904
- Mucronalia rosea Pease, 1860
- Mucronalia trilineata Warén, 1980
- Mucronalia variabilis Schepman in Voeltzkow, 1913